# 2025년 미국-이란 협상
2025년 4월 12일, 도널드 트럼프 대통령이 최고 지도자 알리 하메네이에게 보낸 서한에 따라 미국과 이란은 핵 평화 협정을 목표로 일련의 협상을 시작했다. 이 서한은 이란이 합의에 도달해야 할 두 달(60일)의 기한을 설정했다. 기한 내에 합의에 이르지 못하자 이스라엘은 이란을 공격하여 양국 간의 전면전을 촉발했다.
고위급 회담의 첫 번째 국면는 2025년 4월 12일 오만에서 미국 특사 스티브 윗코프와 이란 외교부 장관 아바스 아라그치가 주도하여 개최되었다. 당시 이란 외교부 장관과 백악관은 논의가 건설적이었다고 밝혔다. 오만이 중재한 2차 회담은 2025년 4월 19일 로마에서 다시 윗코프와 아라그치 간의 간접 논의로 진행되었다. 이어 약 일주일 후 무스카트에서 3차 고위급 회담이 열렸고, 가능한 핵 합의를 위한 틀을 개발하기 위한 전문가급 회의가 개최되었다. 이 회의는 미국 측에서 마이클 안톤이, 이란 측에서 마지드 탁트-라반치가 주도했다.
전쟁 위협이 고조됨에 따라 미국군은 중동에 병력을 증강하고 있다. 이 지역의 미국 기지에는 약 5만 명의 미군 병력이 주둔하고 있다. 평화 제안의 일환으로 이란은 최소 19개의 추가 원자로를 건설하겠다고 제안했으며, 이러한 프로젝트 계약이 침체된 미국 핵 산업을 되살리는 데 도움이 될 수 있다고 시사했다. 그러나 이를 발표할 예정이었던 아라그치의 연설은 취소되었다.
5월 27일, 트럼프는 "아무도 믿지 않기 때문에" 강력한 사찰을 통해 양측이 회담을 마무리하는 데 근접했다고 주장했다. 아라그치는 합의가 임박했는지 확실하지 않다고 말했고, 하메네이 고문 샴카니는 이란 핵 프로그램에 대한 트럼프의 통제 욕구가 "환상"이라고 말했다. 이스라엘은 잠재적인 사전 경고와 함께 이란 핵 시설을 선제 공격하겠다고 위협한 것으로 알려졌다. 5월 31일, IAEA는 이란이 기록적인 양의 군사용 농축 우라늄을 축적했다고 보고했다.
6월 11일, 이란이 미국 기지를 위협함에 따라 이라크 및 기타 아랍 국가에 있는 미국 대사관들은 직원들을 대피시키기 시작했다. 후티 반군은 이란에 대한 공격이 시작될 경우 미국에 대한 보복을 위협했다. 트럼프 대통령은 CENTCOM으로부터 이란 공격에 대한 다양한 옵션을 제공받았다고 한다. 영국은 페르시아만의 선박에 대한 위협 경고를 발표했다. IAEA는 6월 12일 이란이 비확산 의무를 위반했다고 선언했다.
다음 날, 이스라엘은 이란에 대한 대규모 공격을 시작했으며, 이는 현재도 진행 중이다. 이스라엘의 공격은 이란의 최고 군사 지도자, 핵 과학자, 그리고 미국과의 협상을 총괄하던 정치인 알리 샴카니를 겨냥했다. 공격 이후 이란은 핵 회담에서 철수하고 무기한 중단했다.

## 배경
이란의 핵 프로그램은 수십 년간 국제사회의 집중적인 관심 대상이었다. 이란은 2003년에 공식 핵무기 프로그램을 중단했고, 핵 활동이 오로지 평화적 목적이라고 주장하지만 무기화 노력을 계속했으며 핵무기 제조에 근접한 수준으로 우라늄을 농축했다. 이 프로그램은 파키스탄과 조선민주주의인민공화국 등 외부의 지원을 받았으며, 특히 조선민주주의인민공화국은 미사일과 우라늄을 공급했다. 이란은 이슬람 혁명 수비대 (IRGC)의 지휘 아래 장거리 미사일 기술을 개발했으며, 일부 설계는 조선민주주의인민공화국 모델을 기반으로 한다. 이란의 최신 개발은 유럽의 목표물에 도달할 수 있는 최대 3,000 km 사거리의 핵 탑재 가능 미사일을 가능하게 할 수 있다.
분석가들과 연구원들은 핵무장한 이란이 상당한 세계 안보 위험을 초래하고 중동의 안정을 저해한다고 말한다. 국제 원자력 기구 (IAEA) 사무총장 라파엘 그로시는 이란의 핵무기가 확산을 촉발할 수 있으며, 특히 중동의 다른 국가들이 이에 대응하여 유사한 능력을 추구할 수 있다고 경고한다. 또한 이란의 핵 자산이 내부 불안정이나 정권 교체로 인해 극단주의 세력의 손에 넘어갈 수 있다는 우려도 존재한다. 더욱이 이란이 핵무기를 획득하는 데 성공하면 다른 지역 강국들도 자체 핵무기를 추구하도록 부추길 수 있다. 급진 국가 및 테러 조직으로의 핵 기술 또는 무기 이전 가능성은 핵테러에 대한 우려를 증폭시킨다. 학자들은 핵무장한 이란이 새로 얻은 핵 지렛대를 통해 보복을 억제하면서 전략의 핵심 요소인 테러리즘과 반란에 대한 지원을 늘리는 데 대담함을 느낄 수 있다고 주장한다.
이란의 핵 프로그램에 대응하여 국제사회는 제재를 부과하여 이란 경제에 심각한 타격을 주었으며, 석유 수출을 제한하고 세계 금융 시스템 접근을 제한했다. 그러나 2015년 포괄적 공동행동계획 (JCPOA)이 체결되어 제재 완화의 대가로 이란의 핵 프로그램에 엄격한 제한을 부과했다. 2018년, 미국은 이 협정에서 탈퇴했으며, 도널드 트럼프 대통령은 "이란 핵 협정의 핵심은 살인적인 정권이 단지 평화적인 핵 에너지 프로그램을 원한다는 거대한 허구였다"고 밝혔다. 미국은 또한 이 협정이 이란의 탄도 미사일 프로그램에 대한 제한을 부과하지 않았기 때문에 부적절하다고 주장했으며, 대리 집단에 대한 지원을 억제하지 못했다고 비판했다. 도널드 트럼프 2기 행정부 이전에 바이든 행정부는 이란과 회담을 가졌지만 궁극적으로 실패했다. 2024년 11월, 이란인들은 트럼프의 고문 일론 머스크가 이란 특사와 만나 긴장 완화를 시도했다고 보도했다.
2025년 초, 이란이 우라늄 농축 활동을 60% 순도까지 확대하면서 "이란이 그 어느 때보다 핵무기에 더 가까워졌다"는 보고가 나왔다. IAEA는 이란이 이 수준으로 농축된 우라늄 약 250kg을 보유하고 있으며, 이는 추가 정제 시 여러 개의 핵무기를 생산할 수 있다고 보고했다. 미국 국가정보실 보고서에 따르면 이란은 12개 이상의 핵무기를 생산할 수 있는 충분한 핵분열성 물질을 보유하고 있다. 과학국제안보연구소는 이란이 일주일 만에 핵폭탄 한 개를 만들 수 있는 충분한 우라늄을 농축할 수 있으며, 한 달 안에 일곱 개를 만들 수 있는 충분한 양을 축적할 수 있다고 보고했다. 이란 관리들은 자국이 핵무기를 개발할 기술적 능력을 가지고 있지만, 현재 이를 금지하는 종교적 판결이 바뀔 수 있다고도 암시했다.
2025년 2월, 트럼프는 새로운 핵 협정을 추진하고, 핵무기 개발을 막고, 지역적 영향력에 대응하기 위해 최대 압박 캠페인을 재개했다. 그는 "이란의 핵무기 능력을 용납하지 않을 것"이라고 말했으며 외교가 실패할 경우 군사적 행동 지원을 배제하지 않는다고 밝혔다. 그의 팀은 이란에 관해서는 "모든 옵션이 테이블 위에 있다"고 말했다.
2025년 4월, 이란 원자력 기구(AEOI) 의장 모하마드 에슬라미는 이란이 더 많은 원자력 발전소를 건설할 계획이라고 선언했다.

## 트럼프의 하메네이에게 보낸 서한
3월 7일, 트럼프는 알리 하메네이에게 서한을 보내 이란과의 새로운 핵 협상 시작을 원한다고 밝혔다. 그는 이 제안을 받아들이지 않을 경우 이란이 심각한 군사적 결과에 노출될 수 있다고 경고했다. 트럼프는 또한 이란에 추가 제재를 부과하고 이란의 석유 수출을 0으로 줄이겠다고 다짐했다. 아랍에미리트 정치학자 압둘칼렉 압둘라에 따르면, 이 서한에는 이란이 핵 프로그램을 완전히 해체하고, 모든 농축을 중단하며, 지역 대리 집단에 대한 지원을 중단해야 한다는 요구가 포함되어 있었고, 이는 두 달 안에 이행되어야 했다. 그 대가로 미국은 제재를 해제하고 관계를 정상화하겠다고 제안했지만, 협상이 실패할 경우 군사 공격을 경고했다.
처음에 하메네이는 이 서한을 인정하지 않았으며, 이란이 새로운 기대를 충족시키지 않을 것임을 시사했다. 2025년 3월 동안 이란과 미국은 트럼프의 서한을 놓고 간접적인 교환을 했으며, 양측 모두 위협을 가했다. 하메네이는 고문들이 미국과의 전쟁 위협과 심화되는 경제 위기가 정권을 무너뜨릴 수 있다고 경고한 후 협상에 대한 생각을 바꾼 것으로 알려졌다. 3월 말까지 이란 지도부는 핵 협상 준비가 되어 있다는 답신을 보냈다.

## 참가자
고위급 협상 참가자:
- 미국: 스티브 윗코프 - 이란과의 협상에서 미국 측을 이끄는 백악관 특사.
- 이란: 아바스 아라그치 - 간접 회담을 주장하고 워싱턴 포스트에 기고문을 게재하여 트럼프에게 호소한 이란 외교부 장관.[74]

전문가급 협상 참가자:
- 미국: 정책 기획국장 마이클 안톤,[14] 국무부 및 재무부 대표.[75]
- 이란: 2015년 핵 협상에 참여했던 외교부 차관 마지드 탁트-라반치.[13]

유럽 협상가는 없다. 프랑스는 참여 의사를 밝혔으나 회담에 포함되지 않았다.

## 협상 국면 및 관련 동향

### 첫 번째 국면
1차 회담은 2025년 4월 12일 오만 무스카트에서 개최되었다. 회담은 미국 특사 스티브 윗코프와 이란 외교부 장관 아바스 아라그치가 주도했으며, 각 대표단은 오만 중재자를 통해 메시지를 전달하며 별도의 방에 있었다. 논의는 건설적이라고 평가되었다. 이후 양측 협상팀 대표는 잠시 대면 회담을 가졌다.
이란 뉴스 매체는 오만 회담에서 이란이 미국과 합의에 도달하기 위한 3단계 계획을 제안했다고 보도했다.
1. 이란은 동결된 미국 내 금융 자산 접근 및 석유 수출 허용 대가로 우라늄 농축을 일시적으로 3.67%로 낮추는 데 동의한다.
2. 이란은 고농축 우라늄 농축을 영구적으로 중단하고, 유엔 핵 감시 기관의 사찰을 재개하며, 미신고 시설에 대한 불시 사찰을 허용하는 추가 의정서 이행을 약속한다. 이러한 조치들은 미국이 추가 제재를 해제하고 영국, 독일, 프랑스가 테헤란에 대한 유엔 제재의 스냅백을 발동하지 않도록 설득할 경우 취해진다.
3. 미국 의회는 핵 합의를 승인하고 워싱턴은 1차 및 2차 제재를 모두 해제하며, 이란은 고농축 우라늄 비축량을 제3국으로 이전한다.[81]

이란은 또한 하마스, 후티, 헤즈볼라, 하슈드 알샤아비의 무장 해제 및 활동 중단을 포함하여 긴장 완화를 위한 조치를 제안한 것으로 알려졌다.
미국 특사 윗코프는 이란 대표단이 무스카트에서 제시한 제안을 환영했으며, 이는 이란 측에서는 예상치 못한 일이었다고 한다.

### 두 번째 국면
오만이 중재한 로마에서의 2차 회담은 2025년 4월 19일, 오만의 수도인 무스카트에서 열린 1차 회담 일주일 뒤에 열렸다. 다시 한번 아라그치와 윗코프가 간접 논의를 주도했으며, 오만 외교부 장관 바드르 알-부사이디를 통해 메시지가 전달되었다. 이후 미국 대통령 트럼프는 이란 최고 지도자 알리 하메네이를 만날 의향이 있다고 말했다.
2차 회담 이후, 이스라엘 공군은 이스라엘 공군 기지에 대한 이란 미사일 공격을 시뮬레이션하는 훈련을 실시한 것으로 알려졌다. 한편, 이란은 주요 핵 시설과 연결된 두 개의 지하 터널 단지 주변에 대규모 보안 장벽을 건설하고 있는 것으로 보도되었다. 러시아는 이란에 원자로 건설 자금을 지원하기로 약속했다. 중국, 러시아, 이란은 4월 24일 국제 원자력 기구 (IAEA)와 공동 회담을 개최하여 이란의 핵 프로그램에 대해 논의했다.

### 세 번째 국면
고위급 협상의 세 번째 국면는 2025년 4월 26일에 전문가급 회담의 첫 번째 국면와 함께 진행되었다. 고위급 회담은 진지하고 생산적이었으며, 양측은 상호 존중을 바탕으로 합의를 목표로 했다. 아라그치는 진전이 있었지만 핵심적인 의견 차이가 남아 있다고 보고했다.
트럼프의 특사 윗코프는 60일 이내에 합의를 마무리하는 것을 목표로 하지만, 양측 간의 상당한 불신으로 인해 이란 외교부 장관 아바스 아라그치의 저항에 부딪힐 가능성이 높다. 또 다른 중요한 쟁점은 이란의 고농축 우라늄 비축량과 잠재적 폐기 문제인데, 이를 위해 미국은 경제 제재 해제에 동의할 것이다. 이란은 농축 우라늄 비축량을 자국 내에 보유할 의도지만, 미국은 이를 제3국으로 이전할 것을 주장한다. 또한 이란은 미국이 합의를 철회하거나 위반할 경우 스스로를 보호할 보장을 요구한다.

#### 세 번째 국면 이후 동향
프랑스는 이란 핵 프로그램에 대한 합의가 이루어지지 않을 경우, JCPOA에 따라 해제되었던 유엔 제재를 재개하기 위해 스냅백 메커니즘을 발동할 준비가 되어 있다고 경고했다. 영국 및 독일과 함께 프랑스는 10월에 JCPOA가 만료되기 전에 이 과정을 활성화할 수 있으며, 이는 이란을 주요 기술, 투자 및 유럽 시장에서 영구적으로 차단하여 경제에 심각한 타격을 줄 것이다. 그러나 이란 외교부 장관 아라그치는 이후 유럽 당사자들에게 스냅백 제재를 개시하지 말라고 경고하며, 그러한 조치가 협상에 심각한 해를 끼칠 것이라고 경고했으며, 이 경고를 다음 몇 주 동안 여러 번 반복했다.
이란은 유럽의 참여를 통한 추가 회담을 제안했으며, 투자 기회도 제공했다.
4월 30일, 미국 재무부는 이란과 관련된 중국 화학 부품 회사 6곳에 제재를 가했다.
5월 1일, 국방부 장관 피트 헤그세스는 이란이 홍해 위기에서 후티 반군 공격을 지원한 대가를 치를 것이라고 게시했다. 트럼프 대통령은 이란으로부터 석유와 석유화학 제품을 구매하는 모든 단체에 대한 2차 제재를 경고했다. 루비오는 핵 농축에서 손을 떼라고 경고했다. 아라그치는 "기술적인 이유"로 5월 4일 회의를 취소했다. 트럼프는 핵 농축의 전면적인 해체를 요구했다. 이란은 새로운 탄도 미사일을 개발하고 미국 군사 기지를 공격하겠다고 위협했다. 이슬람 혁명 수비대 장군 살라미는 IRGC가 침략자들에게 지옥의 문을 열 것이라고 경고했다.
당초 2025년 5월 3일 로마에서 열릴 예정이던 4차 회담은 긴장 고조로 연기되었다. 이란 관리들은 미국의 제재, 후티 반군에 대한 군사 행동, 그리고 워싱턴의 "모순된 행동과 도발적인 발언"을 지연의 원인으로 꼽았으며, 새로운 날짜는 미국의 접근 방식에 따라 달라질 것이라고 밝혔다. 이전 회담을 중재했던 오만은 지연의 이유를 물류 문제로 돌렸다. 익명의 소식통은 미국이 참여를 확인하지 않았으며, 다음 회담의 시기와 장소는 아직 확정되지 않았다고 밝혔다.
협상은 지속적인 전력 부족으로 인해 이란 전역에서 매일 순환 정전이 발생하는 가운데 진행되고 있다. 이란의 핵 프로그램 지지자들은 이란이 전력 생산을 위해 핵 에너지가 필요하다고 주장한다.
2025년 5월 7일, 2025년 도널드 트럼프의 중동 방문을 앞두고 미국 관리들은 도널드 트럼프 대통령이 미국 연방 기관들이 페르시아만을 "아라비아만" 또는 "아라비아해"로 지칭할 것이라고 결정했으며, 5월 말 예정된 사우디아라비아 방문 중에 이를 공식화할 계획이라고 보고했다. 이 계획은 이란인과 이란 정부로부터 격렬한 분노와 비난을 받았으며, 협상에 해를 끼칠 수 있었다. 제안된 변화는 이란 정치권 전반에서 반대되었으며, 미국 측의 가능한 움직임을 거부하는 드문 단결을 보여주었다. 그러나 그날 늦게 트럼프는 기자들에게 "아무의 감정도 상하게 하고 싶지 않다"고 말하며 "아라비아만"을 사용할지 아직 결정하지 않았다고 밝혔다. 그는 방문 중에 결정하겠다고 말했지만, 아무런 발표도 없었다.
같은 날, JD 밴스는 이 합의가 이란이 세계 경제에 재합류하는 것을 허용할 것이라고 말했다.
다음 날 공화당 상원의원 린지 그레이엄과 톰 코튼은 향후 미-이란 핵 협정은 지속성을 위해 상원의 승인을 받아야 하며, 그러한 승인은 이란이 농축 능력을 완전히 해체하고 미사일 및 테러 활동을 해결해야만 가능하다고 경고했다. 상원 공화당 의원 그룹은 엄격한 안전 조치를 부과하고 협력 전에 완전한 해체를 요구하는 123 협정의 포함을 촉구했다. 이러한 협정들은 평화적인 핵 협력을 규제하지만, 전문가들은 이란의 핵확산 위반 역사와 지속적인 IAEA 조사로 인해 이란에 적용하는 것은 매우 이례적일 것이라고 지적했다. 잘 아는 소식통에 따르면, 현재 이란과의 회담에는 123 협정이 포함되었다고 한다.
폭스 뉴스는 5월 9일 "위성 사진으로 이란 핵무기 시설 추정"이라는 제목의 영상을 공개했다. 이 영상은 이전에 알려지지 않았던 셈난주의 2,500에이커 규모의 "레인보우 사이트"라는 이란 핵무기 시설을 폭로했다고 한다. 폭스 뉴스에 따르면, 이 시설은 "디바 에너지 시바"라는 화학 회사의 위장 아래 10년 이상 운영되었으며, 민간 또는 상업적 용도가 거의 없지만 핵무기 성능을 향상시키는 것으로 알려진 삼중수소 추출에 관여하고 있다. 아라그치는 이 보고서를 미국과의 협상을 방해하기 위한 이스라엘 주도의 선전이라고 일축했다. 그는 이란 저항국민평의회가 이 "조작된 보고서"를 유포했다고 비난했다.
다음 날, 윗코프는 이란의 우라늄 농축 시설이 해체되어야만 워싱턴이 핵무기 추구 의사가 없다는 주장을 믿을 수 있을 것이라고 밝혔다. 그는 이란이 농축 프로그램을 영구적으로 종료해야 한다고 덧붙였으며, 이를 위해서는 나탄즈, 포르도, 이스파한의 시설을 해체하고 무기화가 없음을 보장해야 한다고 강조했다. 그는 이란과의 다음 회담이 성과를 내지 못하면 회담이 종료되고 미국은 다른 대안을 추구할 것이라고 강조했다.
5월 10일 연설에서 하메네이는 "미국에 죽음을"이라는 구호를 지지했다.

### 네 번째 국면
4차 회담은 트럼프의 중동 방문에 앞서 5월 11일 오만에서 열렸다. 회담은 고위급으로만 진행되었으며, 광범위한 틀에 초점을 맞추었고, 기술 협상가들은 참여하지 않았다. 회담은 세 시간 이상 진행되었으며, 양측은 논의가 어렵지만 건설적이었다고 평가하고 지속하기로 합의했다. 익명의 이란 관리들에 따르면, 이란은 핵 프로그램 해체 대신 지역 아랍 국가들과의 공동 핵 농축 프로젝트와 미국의 투자를 제안했다. 미국 특사 스티브 윗코프는 이 문제가 논의되지 않았다고 부인했다. 이 계획의 실현 가능성은 지역 긴장과 45년 동안 이란과 미국 간의 외교 관계 부재를 고려할 때 불확실하다.
5월 12일 미국은 이란의 핵 관련 연구와 군사적 활용 가능성이 있는 분야를 겨냥한 새로운 제재를 부과했고, 며칠 후에는 이란의 탄도 미사일 프로그램 지원과 관련하여 중국과 이란의 개인 및 단체에 제재를 가했다.
5월 14일, 52명의 상원의원과 177명의 하원의원이 트럼프에게 이란이 우라늄 농축을 계속할 수 있도록 허용하는 어떤 합의도 거부할 것을 요구하는 서한을 보냈으며, 어떤 합의도 핵무기 개발의 길을 열어두어서는 안 된다고 밝혔다. 5월 14일, 이란은 자국의 자금세탁 방지 및 테러 자금 조달 방지 시스템 개선을 위한 FATF 행동 계획 요구사항을 충족하기 위한 노력의 일환으로 국제 조직범죄 방지 협약을 비준했다.

#### 트럼프의 2025년 5월 제안과 이란의 반응
5월 중순 도널드 트럼프의 중동 여행 동안, 그는 여러 차례 이란을 언급했다. 사우디아라비아에서 그는 이란을 중동에서 가장 파괴적인 세력이라고 부르며, 이란 지도자들이 국민의 부를 훔쳐 테러와 유혈 사태에 자금을 지원하고 지역을 파괴하는 데 집중했다고 말했다. 그러나 같은 방문에서 그는 이란에게 화해의 제스처를 취하며, 지금까지 협상에 참여하려는 가장 강력한 의지를 표명했다. 이는 미국이 어떤 국가도 영원한 적국으로 보지 않는다는 점을 강조하는 미국 외교 정책의 변화로 여겨졌다. 다음 방문지에서 트럼프는 카타르의 아미르에게 이란이 핵 프로그램에 대해 미국과 합의에 도달하도록 영향력을 행사해 달라고 호소하며, 상황이 위태롭고 해결책이 필요하다고 강조했다.
하메네이 고문 샴카니는 트럼프의 제안에 대해 이란 정부가 모든 재정 제재의 신속한 해제 대가로 핵 합의를 체결할 준비가 되어 있다고 답했으며, 동시에 트럼프의 수사학과 지속적인 위협을 비판하며 다음과 같이 말했다. "그는 화해의 제스처를 말하지만, 우리는 철조망만 본다." 트럼프는 미국이 이란과의 핵 합의에 매우 근접했으며, 군사 행동보다 평화적 해결책을 선호한다고 확인했다. 그러나 이란 관리들은 새로운 미국 제안을 받지 않았으며, 우라늄 농축권을 포기하지 않을 것이라고 주장했다. 양국 모두 외교적 해결책을 선호했지만, 심각한 의견 차이가 지속되어 합의 진전을 가로막았고, 군사적 대결의 위험을 높였다.
5월 16일, 트럼프는 이란에 핵 제안을 보내면서 심각한 결과를 피하기 위해 신속한 진전이 필요하다고 경고했다. 트럼프 행정부는 이란이 우라늄 농축을 포기할 것을 점차 더 요구했으며, 이를 핵심 쟁점으로 삼았다. 하메네이는 이 제안을 거부하며 미국의 요구가 "과도하고 터무니없다"고 일축했다. 그는 트럼프가 평화를 추구한다는 거짓말을 했다고 비난하며 그를 답변할 가치도 없다고 선언했다. 하메네이는 또한 이스라엘이 "암적인 종양"이므로 뿌리 뽑아야 한다고 재차 강조했다.
같은 날 트럼프가 이란에 "신속하게" 합의에 도달할 것을 촉구하는 가운데, 이란은 이스탄불에서 유럽 강대국들과 미국의 핵 협상에 대해 회담을 가졌다. 이란 외교부 장관 아라그치는 올해 10월에 만료되는 2015년 핵 협정에 따라 해제되었던 유엔 제재를 재개할 경우 "돌이킬 수 없는" 결과를 초래할 수 있다고 경고했다.
5월 20일, CNN은 이스라엘이 이란 핵 시설을 공격할 준비를 하고 있다고 보도했으며, 이는 트럼프의 노력과 명확한 단절을 의미할 것이다. 이란은 이스라엘의 어떤 공격도 “파괴적이고 결정적인 대응”으로 맞설 것이라고 경고했다. 다음 날, 미국은 IRGC와 연계된 이란의 건설 부문을 겨냥한 새로운 조치를 부과하고, 핵 및 군사 프로그램과 관련된 10가지 물질을 제한했다.

### 다섯 번째 국면
5월 23일 로마에서 열린 5차 회담은 돌파구 없이 끝났지만, 양측은 논의를 계속하기로 합의했다. 미국 관리들은 회담이 건설적이었다고 평가했지만, 특히 이란의 우라늄 농축 프로그램 해체 요구에 대한 상당한 의견 차이가 남아 있다고 강조했다. 이란은 농축 수준을 제한하는 데는 개방적이지만, 농축을 완전히 포기하는 것은 용납할 수 없으며 협상을 무산시킬 것이라고 주장했다. 이러한 엇갈린 신호 이후, 트럼프는 낙관적인 태도를 보이며 진전이 있었다고 말했다.
5차 회담을 앞둔 몇 주 동안, 트럼프와 이스라엘 총리 네타냐후 사이의 긴장은 미국이 이란과의 핵 회담에 참여하기로 한 결정으로 인해 고조되었는데, 이스라엘은 이를 자국 안보와 지역 이익에 대한 심각한 위협으로 간주했다. 이스라엘은 협상을 강력히 반대하며, 외교적 노력을 저지하고 이란 핵 시설에 대한 잠재적 공격을 포함한 일방적인 군사 행동을 위협했는데, 비평가들은 이러한 입장이 외교를 위태롭게 하고 지역 긴장을 고조시킬 수 있다고 경고했다. 이란은 협상이 실패할 경우 미국 또는 이스라엘의 공격 가능성에 대비하여 방공 시스템을 강화하고 군사 투자를 늘린 것으로 알려졌다. 이란은 또한 탄도 미사일용 중국산 고체 연료 부품을 대량 주문했다. 이란 외교부 장관 아라그치는 이란에 대한 어떤 전쟁도 중동 전역에 광범위한 파괴를 초래할 것이며, 분쟁이 발생할 경우 전체 지역이 고통받을 것이라고 경고했다.
5월 26일, 오스트리아 국내 정보국은 이란이 장거리 핵탄두를 운반할 수 있는 탄도 미사일과 함께 첨단 핵무기 프로그램을 추구하고 있다고 보고했다. 이란은 이 정보 보고서를 "거짓이며 근거 없는" 것으로 일축하며, 이란에 대한 "언론 과장"을 조성하려는 시도이며 신뢰성이 없다고 말했다. 이란은 또한 농축 프로그램의 3년 중단에 동의했다는 것을 부인했다.
6월 2일, 로이터는 이란이 미국의 제안을 거부할 준비를 하고 있다고 보도했다. 이란이 가능한 합의 하에 제한적인 우라늄 농축을 허용받을 수 있다는 추측이 나온 후, 상원의원 척 슈머는 윗코프에게 그러한 부수 협정이 존재하는지 명확히 하기 위해 의회에 증언할 것을 요구했다. 행정부는 이란이 우라늄 농축을 허용받지 않을 것이라고 공개적으로 주장했다. 트럼프 또한 이 합의가 이를 금지할 것이라고 단호히 선언했다. 하메네이는 우라늄 농축이 이란 핵 프로그램의 핵심이며, 이를 중단하라는 미국의 요구를 거부한다고 답했다.
미국 정부는 6월 2일 이란에 대한 새로운 제재를 중단했지만, 불과 나흘 뒤에는 10명의 개인과 27개의 금융 투자 회사 및 무역 회사에 2차 제재를 부과했다.

#### 이란의 미국 제안 거부
6월 9일, 이란은 트럼프 행정부의 새로운 핵 합의 제안을 거부했지만, 오만 중재자를 통해 역제안을 제시할 계획이라고 발표했다. 이란 외교부 대변인 에스마일 바가에이는 미국의 제안이 용납할 수 없으며 진행 중인 협상과 일치하지 않는다고 말했다. 주요 의견 불일치 지점은 이란의 국내 우라늄 농축 지속 권리, 현재의 고농축 우라늄 비축량 처리, 그리고 제재 해제 조건이다. 트럼프는 이란의 농축 프로그램의 완전한 해체를 요구했지만, 이란 지도자들은 농축이 협상의 여지가 없는 문제라고 주장한다. 최신 미국의 제안에는 핵 발전소 건설 지원과 지역 컨소시엄 시설이 가동될 때까지 제한적인 농축 허용이 포함된 것으로 알려졌다. 이란의 핵심 요구사항은 제재 완화가 실질적인 경제적 이익을 가져와야 한다는 것이다. 바가에이는 이는 제재가 해제되기 전에 다른 국가들과의 은행 및 무역 관계 복구 보장을 포함한다고 강조했다. 그는 또한 국제사회가 이스라엘의 미신고 핵무기를 다루고 협상을 방해하지 못하도록 막을 것을 촉구했다.
6월 10일, 트럼프는 폭스 뉴스 인터뷰에서 이란이 협상에서 "훨씬 더 공격적으로" 변하고 있다고 말했다. 다음 날, 이란 국방부 장관 아지즈 나시르자데는 미국과의 협상이 결렬되고 분쟁이 발생하면 이란이 이 지역의 미국 기지를 겨냥할 것이라고 경고했다. 그는 인근 국가에 있는 모든 미국 기지가 사정권 내에 있다고 밝혔다. 트럼프 또한 합의가 이루어지지 않을 경우 이란에 대한 군사 행동을 반복적으로 위협했다. 미국 국방부 장관 피트 헤그세스는 회담이 실패할 경우 미군이 준비를 마쳤다고 발표했다.
2025년 6월 12일, IAEA는 이란이 20년 만에 처음으로 핵 의무를 준수하지 않았다고 밝혔다. IAEA는 이란이 미신고 핵 물질 및 활동에 대한 질문에 완전히 답변하지 못한 반복적인 실패가 불이행에 해당한다고 밝혔다. 또한 이란의 농축 우라늄 비축량에 대한 우려도 제기되었는데, 이는 원자로 연료와 핵무기 모두에 사용될 수 있다. 이란은 이 결의안이 정치적 동기에 의한 것이라고 일축했으며, 새로운 농축 시설을 건설하고 첨단 원심분리기를 설치할 계획을 발표했다.

## 2025년 이스라엘 공습
2025년 6월 13일부터 이스라엘은 이란 전역의 12개 이상의 지역에 있는 목표물을 공격했다. 이란이 핵무기를 개발하는 것을 막겠다는 명분으로, 이스라엘 방위군 (IDF)과 모사드는 주요 핵 시설과 군사 시설에 피해를 입혔으며 이란의 최고 군사 지도자 여러 명을 살해했다. 표적 중에는 미국과 이란 간의 협상을 총괄했던 하메네이의 정치 고문 알리 샴카니도 포함되었다. 공격 이후, 6월 15일 오만에서 열릴 예정이던 미국과 이란 간의 6차 협상은 무기한 중단되었다.
이란의 미사일 및 핵 프로그램을 공격할 계획은 이란이 2024년 10월 이스라엘을 공격한 후 실행에 옮겨졌으며, 이는 이스라엘 총리 네타냐후가 군사 준비를 명령하게 만들었다. 트럼프는 처음에는 이스라엘의 군사 행동에 반대했으며, 분쟁보다 협상을 선호했다. 그는 또한 일부 동맹국들로부터 미국의 개입을 심화하지 말라는 비공개 압력을 받았다. 그러나 공격을 앞둔 며칠 동안 그는 이스라엘의 커져가는 우려가 정당하다고 보게 되었다. 이란의 미사일 비축량 확대, 가능한 핵무기화, 그리고 고도로 요새화된 농축 시설의 임박한 가동에 대한 정보 보고서는 긴급성을 높였다. 미국 합동참모본부 의장 댄 케인 장군이 이스라엘의 계획과 가능한 미국 지원에 대한 핵심 브리핑을 한 후, 트럼프는 작전에 대한 묵시적 승인을 내리고 제한적인 미국 지원에 동의했다. 미국 관리들에 따르면, 트럼프는 미국인의 생명이 희생되지 않았기 때문에 시기상조라는 이유로 이란 최고 지도자 하메네이를 살해하려는 이스라엘의 계획을 금지했다. 이스라엘의 계획을 묵인했음에도 불구하고 트럼프는 그의 특사 스티브 윗코프가 여전히 외교적 합의를 달성할 수 있기를 희망했다. 이스라엘 공격 몇 시간 전에도 그는 이란의 핵 프로그램을 억제하기 위한 자신의 외교적 노력을 훼손할 수 있다며 그러한 공격을 피하고 싶다고 밝힌 바 있었다.
초기 반응에서 트럼프는 미국이 이스라엘을 "당연히" 지지한다고 밝혔으며, 협상 기한 60일이 막 만료되었다고 덧붙였다. 마코 루비오 국무장관은 미국이 공격에 개입하지 않았으며, 이 작전을 이스라엘의 일방적인 행동이라고 설명했다. 그러나 이스라엘은 미국의 정보력을 광범위하게 활용했다. 이후 트럼프는 다시 군사 행동보다 협상을 선호하는 듯 보였다. 그러나 6월 17일, 그는 네타냐후에게 "계속 진행하라"고 말한 것으로 알려졌다.

### 미국의 대응
6월 17일, 백악관은 미국 특사 스티브 윗코프와 이란 외교부 장관 아바스 아라그치 간의 회의를 고려하고 있다고 보도되었는데, 이는 가능한 핵 합의와 이스라엘-이란 분쟁 종식 노력을 논의하기 위함이었다. 이 회의는 트럼프 대통령이 전쟁의 길에서 벗어나 새로운 협상을 추진하려는 마지막 시도의 일환으로 여겨졌다. 이스라엘은 이란의 포르도 연료 농축 시설을 파괴하는 데 필요한 대형 벙커버스터 폭탄이나 전략 폭격기를 보유하고 있지 않지만, 미국은 이란 사정권 내에 두 가지 능력을 모두 가지고 있다. 고위 미국 관리는 트럼프가 대규모 벙커버스터 폭탄을 이란을 합의에 이르게 하는 중요한 지렛대로 보고 있으며, 그 사용 결정이 협상의 중요한 순간이라고 설명했다.
6월 17일 말, 월스트리트 저널은 트럼프 대통령이 이란에 대한 다양한 옵션을 고려하고 있으며, 여기에는 이슬람 공화국에 대한 미국의 공격도 포함된다고 보도했다. 그는 트루스 소셜에 "무조건 항복!"이라고 쓰며 이란에 대한 위협을 보냈고, 또한 이란 지도자를 놀리며 "우리는 소위 '최고 지도자'가 어디에 숨어 있는지 정확히 알고 있다. 그는 쉬운 목표이지만 그곳은 안전하다. 우리는 그를 제거(살해!)하지 않을 것이다. 적어도 지금은 아니다."라고 썼다.
이란은 6월 18일 이른 시간에 트럼프의 위협에 대해 하메네이가 미국의 이란 공격이 "그들에게 돌이킬 수 없는 피해를 초래할 것"이라고 경고하며 응답했다.
러시아 외교부 차관 세르게이 랴프코프는 6월 18일 모스크바가 워싱턴에 이스라엘에 대한 직접적인 군사 지원을 제공하지 말 것을 경고하며, 이는 "상황 전체를 극적으로 불안정하게 만드는 단계가 될 것"이라고 말했다. 6월 21일, 트럼프의 명령에 따라 미국은 이란의 포르도 우라늄 농축 시설, 나탄즈 핵 시설, 이스파한 핵 기술 센터를 폭격했다.

## 반응

### 이란
BBC는 아라그치가 베를린, 파리, 런던에서 유럽인들과 대화하고 싶다고 말했다고 보도했다. 하메네이는 지지자들에게 시위하거나 회담을 모욕하지 말라고 말했으며, 회담은 이슬람 시아파 국가가 수립될 때까지의 지연일 뿐이라고 말했다.
메흐디 쿠차크자데는 이란 의회가 진행 중인 협상에 대해 공식적인 정보를 받지 못했다고 말했다. 그는 비록 결과가 불리하더라도 반대하지 않을 것이라고 덧붙였다. 이란 리얄은 약간 올랐고 테헤란 증권거래소는 2.16% 상승했다. 전 레자 팔라비 왕자는 미국이 협상 대신 가장 취약하고 불안정한 이란 정권을 제거할 것을 촉구했다. 이란 반체제 인사들과 소셜 미디어 사용자들은 1979년 압류되었던 주테헤란 미국 대사관이 미국으로 반환될 것이라는 추측을 점점 더 많이 했다. 카이한 런던은 이 회담을 이란 정권의 큰 실패라고 묘사한 반면, 이란에 기반을 둔 신문 카이한은 이란이 우위를 점하고 있으며 트럼프 암살을 요구하며 핵 군축은 불가능하다고 주장했다. 이 회담은 초강경 이슬람 혁명 안정 전선 당원들 사이에 분열과 이탈을 야기했다. 이란은 회담 보도로 두 명의 신문사 미디어 경영진을 기소했다.

### 미국
라스무센 리포트의 전국 여론조사에 따르면 미국인의 57%가 이란에 대한 군사 행동을 지지했다. 전 수석 협상가이자 국무장관이었던 존 케리는 트럼프의 노력을 칭찬하며 협상을 "호메이니의 독배"에 비유했다. 캐럴라인 레빗 백악관 대변인은 이란이 핵무기를 개발할 경우 "모든 지옥이 열릴 것"이라고 밝혔다. 4월 18일, 마코 루비오 국무장관은 이란이 기존 협정을 위반하고 핵무기 개발 능력에 근접하고 있다고 경고하며 유럽 국가들에게 이란에 대한 제재 재개 여부를 신속히 결정할 것을 촉구했다. 루비오는 나중에 이란이 군사적 대량살상무기 핵무기 프로그램 대신 민간 핵 에너지 프로그램을 가질 수 있다고도 말했다. 피트 헤그세스 국방부 장관과 마이크 왈츠 국가안보보좌관은 미군이 이란을 공격해야 할지에 대해 의견이 갈린다고 보도되었다. 트럼프는 기자들에게 이란을 공격할 서두름이 없으며 "죽음 없이 행복하게 살" 기회가 아직 남아 있다고 말했다. 그는 또한 미국이 이란을 공격할 가능성을 선도할 것이며, 잔인하게 폭격하거나 좋게 폭격하는 두 가지 대안만이 있으며, 아직 결정하지 않았다고 말했다.
전 이란 특별 대표 엘리엇 아브람스는 트럼프가 전쟁을 추구하지 않는다고 주장했다. 그러나 회담이 실패할 경우, 이란의 핵 프로그램은 이스라엘 및 미국에 의해 파괴되어야 한다. 정치 평론가 터커 칼슨은 이란에 대한 미국의 군사 개입에 최악의 시기라고 주장했다.

### 국제
전쟁 가능성이 높다는 보도에 따라 세계 금 가격이 상승했다. 처음에는 유가 선물 가격이 1.4% 하락했다. 사우디아라비아는 이란을 더 억제하기 위한 협상을 칭찬했다. 이스라엘은 리비아 모델처럼 이란 핵 에너지 시설의 무기화를 지지했다. 트럼프는 이란이 핵무기 프로그램을 포기하지 않으면 이스라엘이 이란에 대한 군사 공격을 주도할 것이라고 밝혔다.
알 모니터는 중국 또한 관계 강화를 통해 이란 정권을 지지하게 되었다고 보도했다.
IAEA 사무총장 라파엘 그로시와 트럼프 협상팀 간의 관계는 불분명하지만, 그로시는 2025년 4월 셋째 주에 이란을 방문할 예정이다.
이란 군사 고문이자 안보 위원회 정치인 샴카니는 이란이 IAEA 사찰관을 추방할 것이라고 경고했다.
6월 18일, 에마뉘엘 마크롱 프랑스 대통령은 이스라엘에 이란에 대한 공격을 중단할 것을 촉구하며, 공격이 "이란의 핵 및 탄도 프로그램과 관련 없는 목표물을 점점 더 많이 겨냥하고 있다"며 "이러한 군사 작전을 시급히 중단해야 한다"고 말했다.

## 같이 보기
- 2025년 이란 시위
- 2025년 미국-후티 휴전
- 아브라함 협정
- 이란 핵 성과 보호법
- 이란 번영 프로젝트
- 이란 금융 위기
- 이란의 재외공관 목록
- 중동 위기 (2023년~현재)
- 핵 지휘 본부
- 샤히드라자이항 폭발 사고
- 이란 최고 핵 위원회
- 2025년 이란-유럽 핵 합의